# ليديا كوبانيا
ليديا كوبانيا-برزيبيندوفسكا (بالبولندية: Lidia Kopania)‏ (من مواليد 12 مايو 1978 ، كولوسكي، بولندا) مغنية بولندية، كانت حزء من فرقة نوع من الأزرق. مثلت كوبانيا بلدتها في مسابقة الأغنية الأوروبية 2009 في موسكو ، روسيا.

## مسابقة الأغنية الأوروبية 2009
في نهاية عام 2008 ، أدت ليديا أغنية لا أريد أن أغادر في الاختيار الوطني البولندية لمسابقة الأغنية الأوروبية 2009. وفي فبراير، حصلت على المركز الثاني في تصويت هيئة المحلفين والأول في تصويت الجمهور، وبالتالي الفوز في الاختيار الوطني وتمثيل بولندا في مسابقة الأغنية الأوروبية في موسكو في مايو. تنافس كوبانيا في الدور نصف النهائي الثاني لكنه فشل في الوصول إلى النهائي.

## الروابط الخارجية
- الموقع الرسمي
- Official Fan Club (PL | EN)